# Vern-d'Anjou
Vern-d'Anjou era una comuna francesa situada en el departamento de Maine y Loira, de la región de Países del Loira, que el 1 de enero de 2016 pasó a ser una comuna delegada de la comuna nueva de Erdre-en-Anjou al fusionarse con las comunas de Brain-sur-Longuenée, Gené y La Pouëze.

## Demografía
| Gráfica de evolución demográfica de Vern-d'Anjou entre 1800 y 2013 |
|                                                                    |

Los datos demográficos contemplados en este gráfico de la comuna de Vern-d'Anjou se han cogido de 1800 a 1999 de la página francesa EHESS/Cassini, y los demás datos de la página del INSEE.